# Hołuczków
Hołuczków is een plaats in het Poolse district  Sanocki, woiwodschap Subkarpaten. De plaats maakt deel uit van de gemeente Tyrawa Wołoska en telt 210 inwoners.